# Košický kraj
Koordinaten: 48° 42′ N, 21° 54′ O
Der Košický kraj (Kaschauer Landschaftsverband) ist ein Verwaltungsgebiet in der südöstlichen Slowakei.

## Okresy
Der Kraj besteht aus folgenden 11 Okresy:
- Gelnica
- Košice
  - Košice I
  - Košice II
  - Košice III
  - Košice IV
- Košice-okolie
- Michalovce
- Rožňava
- Sobrance
- Spišská Nová Ves
- Trebišov

## Geographie

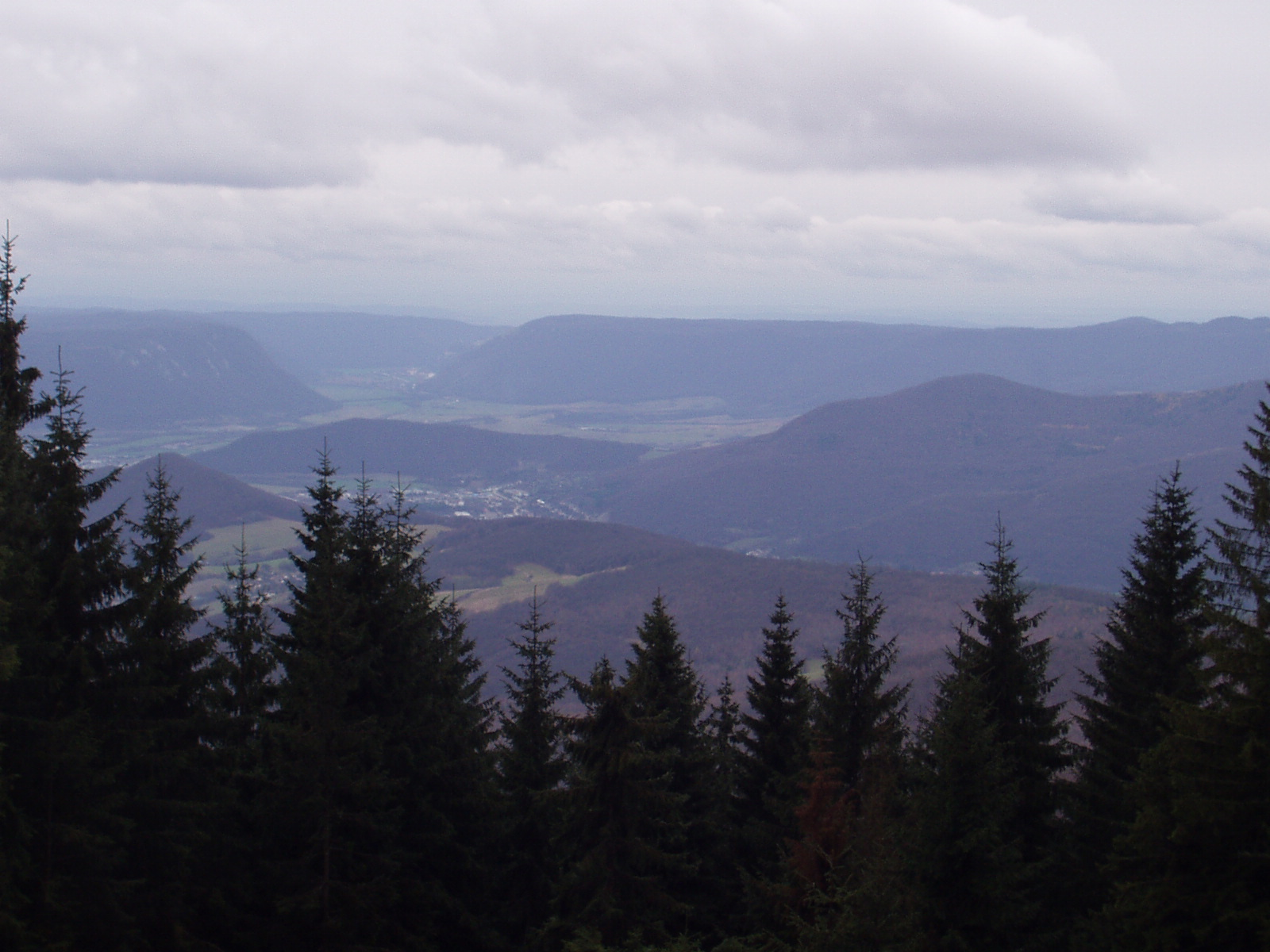
Blick vom Berg Volovec in den Volovské vrchy bei Rožňava, im Hintergrund Karstplateaus des Slowakischen Karstes

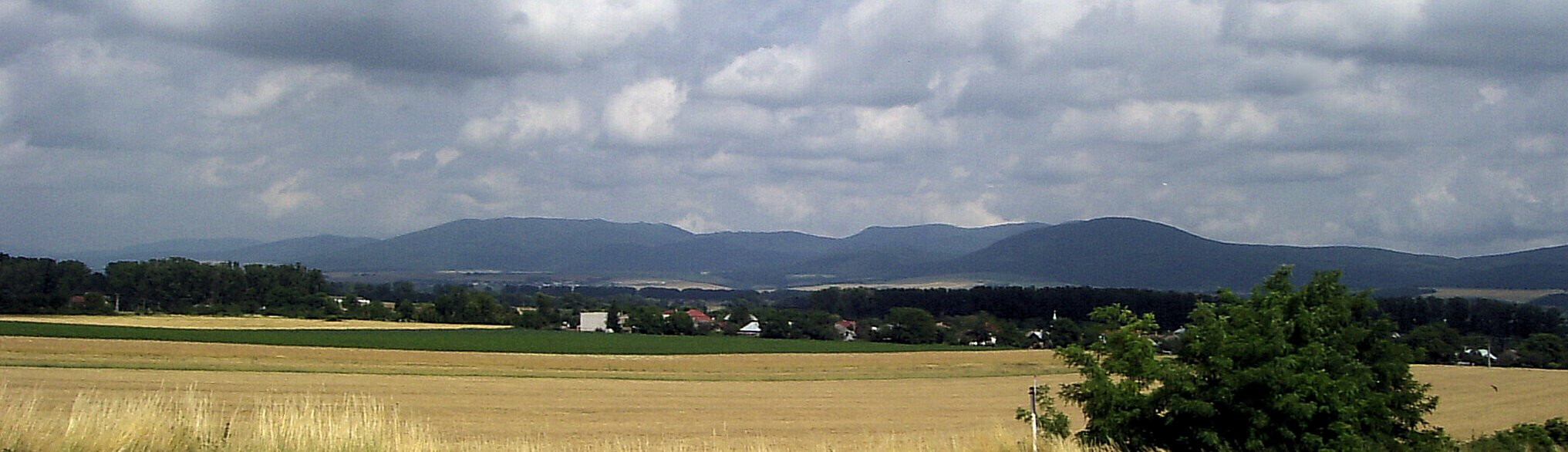
Das Gebirge Slanské vrchy von der Gemeinde Milhosť im Talkessel Košická kotlina aus gesehen, Okres Košice-okolie

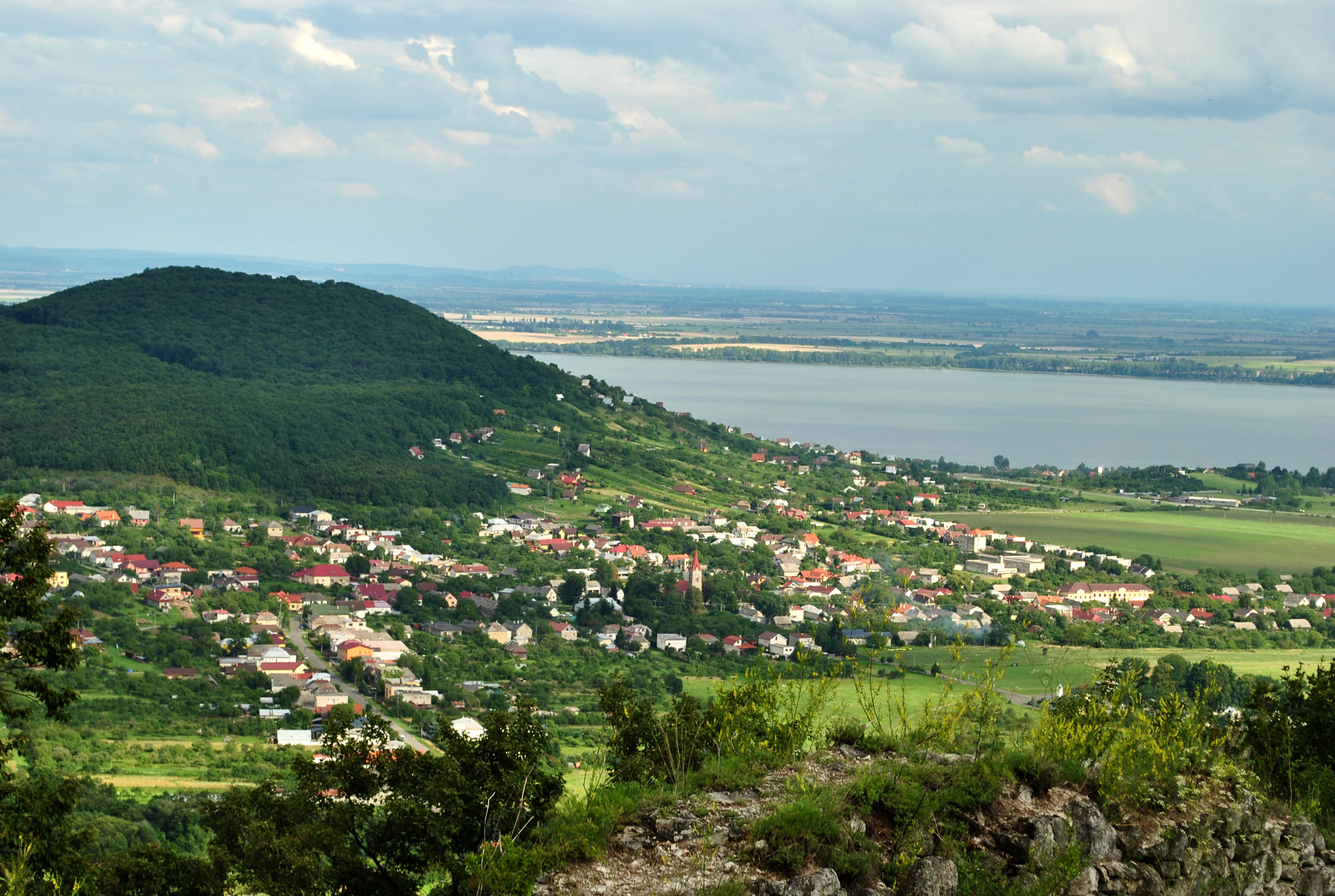
Gemeinde Vinné und der Stausee Zemplínska šírava im Ostslowakischen Tiefland am Rande des Vihorlatgebirges, Okres Michalovce

Der Kraj hat eine Fläche von 6.755 km² und 778.799 Einwohner (Stand 31. Dezember 2024) und befindet sich in der Ostslowakei. Der Westen des Krajs ist eher gebirgig, während der Osten hingegen eher flach bis leicht hügelig ist. Westlich von Košice erstreckt sich der Ostteil des Slowakischen Erzgebirges mit seinen Unterteilungen (wie z. B. Slowakischer Karst, Slowakisches Paradies, Volovské vrchy und Čierna hora). Der Hornád-Talkessel bildet die nordwestliche Ecke des Krajs. Zwischen den vulkanischen Slanské vrchy und dem Erzgebirge erstreckt sich der Kaschauer Kessel. Östlich von Slanské vrchy wird die Landschaft von dem Ostslowakischen Tiefland und seiner Unterteilungen Ostslowakisches Hügelland und Ostslowakische Ebene. Im Nordosten erhebt sich das vulkanische Vihorlatgebirge und um der Ortschaft Slovenské Nové Mesto, im Süden befindet sich die Zemplínske vrchy, wo sich auch kleiner Teil des weltberühmten Tokajer Weingebietes befindet. Ein größerer Fluss des Krajs ist der Hornád, der quer durch Nordwesten und im Zentrum fließt. Weitere Flüsse sind die Slaná im Südwesten, Torysa und Olšava im Zentrum, Topľa, Laborec, Usch, Latorica und ein sehr kleiner Teil der Theiß im Osten. Bei Michalovce befindet sich der große Zemplínska šírava, ein Stausee. Der höchste Berg des Krajs ist die Stolica im Slowakischen Erzgebirge (1476 m n.m.), der tiefste Punkt des Krajs, der auch zugleich jener der Slowakei ist, liegt am Fluss Bodrog bei Streda nad Bodrogom (94 m n.m.), als er die Slowakei verlässt.
Es gibt zwei Nationalparks, wobei einer vollständig, der andere mehrheitlich im Kraj liegt: Slovenský kras (Slowakischer Karst) und Slovenský raj (Slowakisches Paradies). Daneben sind zwei Gebiete als Landschaftsschutzgebiete geführt: Vihorlat und Latorica.
Verwaltungstechnisch grenzt der Kraj an den Prešovský kraj im Norden, an die ukrainische Oblast Transkarpatien im Osten, an die ungarische Komitate Szabolcs-Szatmár-Bereg und Borsod-Abaúj-Zemplén im Südosten bzw. Süden und Banskobystrický kraj im Westen.

## Historische administrative Einheiten
Im Königreich Ungarn befanden sich hier mehrere Komitate: Teile des Komitats Gemer und Kleinhont im Südwesten und des Komitats Zips im Nordwesten. Das Komitat Abaúj-Torna befand sich im Zentrum um der Stadt Košice, mit einem kleinen Teil von Komitat Scharosch dabei. Im Osten erstreckten sich die Komitate Semplin, Ung und sehr kleiner Teil von Szabolcs.
Entwicklung nach dem Zerfall von Österreich-Ungarn im Jahr 1918:
- 1918/1919–1922: wie oben; slowakische Teile von Szabolcs und Ung wurden in das Komitat Semplin eingegliedert, Tschechoslowakei
- 1923–1928: Podtatranská župa (Untertatraer Gespanschaft, im Westen), Košická župa (Kaschauer Gespanschaft) und Užhorodská župa (Uschhoroder Gespanschaft, ein winziger Teil im Osten), Tschechoslowakei
- 1928–1939: Slovenská krajina/zem (Slowakisches Land), Tschechoslowakei
- 1940–1945: Pohronská župa (Graner Gespanschaft), Tatranská župa (Tatraer Gespanschaft) und Šarišsko-zemplínska župa (Scharosch-Sempliner Gespanschaft), Erste Slowakische Republik. Das Gebiet südlich der Linie (und einschließlich) Rožňava-Košice-Michaľany-Veľké Kapušany war 1938–1945 als Folge des Ersten Wiener Schiedsspruchs Teil Ungarns; das Gebiet rund um Sobrance war 1939–1945 als Folge des Slowakisch-Ungarischen Kriegs Teil Ungarns.
- 1945–1948: Slovenská krajina (Slowakisches Land), Tschechoslowakei
- 1949–1960: Košický kraj (Kaschauer Landschaftsverband) und Prešovský kraj (Eperieser Landschaftsverband) – mit den heutigen nicht zu verwechseln, Tschechoslowakei
- 1960–1990: Východoslovenský kraj (Ostslowakischer Landschaftsverband), Tschechoslowakei
- seit 1996: heutiger Košický kraj

## Bevölkerung
| Jahr                | 1994    | 2004    | 2014    | 2024    |
| ------------------- | ------- | ------- | ------- | ------- |
| Anzahl der Personen | 753.849 | 770.508 | 795.565 | 778.799 |
| Unterschied         |         | +2,20 % | +3,25 % | −2,10 % |

| Jahr                | 2023    | 2024    |
| ------------------- | ------- | ------- |
| Anzahl der Personen | 779.073 | 778.799 |
| Unterschied         |         | −0,03 % |

Die Bevölkerungsdichte liegt bei 118/km², leicht mehr als beim slowakischen Durchschnitt (111/km²). Die Hauptstadt ist Košice (Kaschau), die zweitgrößte Stadt der Slowakei. Andere wichtige Städte sind Spišská Nová Ves (Zipser Neudorf), Rožňava (Rosenau), Michalovce (Großmichel) und Trebišov. Insgesamt besteht der Landschaftsverband aus 440 Gemeinden, davon 17 Städten.
Nach der Volkszählung 2011 wohnten im Košický kraj genau 791.723 Einwohner. Der größte Teil entfiel auf die Slowaken (580.066 Einw., 73,3 %), gefolgt von den Magyaren (74.743 Einw., 9,4 %), Roma (36.476 Einw., 4,6 %), Tschechen (3.174 Einw., 0,4 %), Russinen (3.076 Einw., 0,4 %), Ukrainer (1.634 Einw., 0,2 %) und Deutschen (Zipser Sachsen) (1.179 Einw., 0,1 %). Andere Ethnien machen zusammen 0,3 % (2.392 Einw.) der Bevölkerung aus, während 88.980 Einwohner (11,4 %) keine Angabe zur Ethnie machten.
Konfessionell ist die römisch-katholische Kirche mit 406.601 Einwohnern (51,4 %) die am meisten verbreitete Konfession, gefolgt von der besonders in der Ostslowakei stark vertretene griechisch-katholischen Kirche mit 75.231 Einwohnern (9,5 %). Des Weiteren bekannten sich die Bevölkerung zur reformierten (kalvinistischen) Kirche (43.748 Einw., 5,5 %), Evangelischen Kirche A. B. (29.230 Einw., 3,7 %), orthodoxen Kirche (13.217 Einwohner, 1,7 %), zu den Zeugen Jehovas (5.544 Einw., 0,7 %) und zur apostolischen Kirche (2.484 Einw., 0,3 %); insgesamt 5.005 Einwohner (0,6 %) bekannten sich zu einer anderen Konfession. 89.350 Einwohner (11,3 %) waren konfessionslos und bei 118.538 Einwohnern (15 %) wurde keine Konfession ermittelt.